# هيلينا فويكس
هيلينا فويكس (بالإنجليزية: Helena Foulkes)‏ هي سيدة أعمال أمريكية، ولدت في 1964.

## وصلات خارجية
- الموقع الرسمي